# L'École des femmes (roman)
Pour les articles homonymes, voir L'École des femmes (homonymie).
L'École des femmes est un roman d'André Gide publié en avril 1929 dans La Nouvelle Revue française des éditions Gallimard. Il constitue le premier tome d'un triptyque composé de Robert (1930) et Geneviève (1936), qui offrent des points de vue familiaux différents sur les mêmes événements.

## Écriture et publication du roman
La composition du roman fut un long processus pour André Gide, qui l'abandonnera et y reviendra à de nombreuses reprises entre juin 1919, date des premiers jets, et 1929 date de la première publication. À un certain point, ce livre est devenu une œuvre de commande, financée par la revue littéraire américaine Forum. En effet, Forum donne en une avance de 1 500 dollars à Gide pour qu'il continue le travail et réserve la prépublication — après traduction quasi simultanée en anglais par Dorothy Bussy — à la revue américaine. Le personnage du mari d'Évelyne est directement inspiré à Gide par une bonne connaissance avec qui il entretient une relation ambiguë, faite d'intérêt, de jugement féroce et de rancœurs financières, l'homme d'affaires agricoles et politiques Eugène Rouart (1872-1936), futur sénateur de Haute-Garonne. Évelyne, par conséquent s'inspire de l'épouse d'Eugène Rouart : Yvonne Lerolle, fille d'Henry Lerolle,.
Achevé en 1929, L'École des femmes est initialement publié en trois épisodes dans les numéros de janvier, février et mars 1929 de Forum sous le titre The School of Wives. Le roman est ensuite publié en français dans La Revue de Paris du 15 mars et 1er avril 1929, puis se voit édité en intégralité au cours de la même année dans les éditions de la NRF, par Gaston Gallimard. En janvier 1930 paraît, également à la NRF, une édition augmentée de sa suite Robert.

## Résumé
Le roman est présenté comme le journal intime d'Éveline X, envoyé à un éditeur (supposément André Gide) par sa fille, Geneviève, après la mort de sa mère des suites d'une épidémie lors de la Première Guerre mondiale où Éveline s'est enrôlée comme infirmière. Il est composé de deux parties distinctes et d'un épilogue.
Dans la première partie, Éveline, jeune femme naïve et idéaliste, raconte son admiration et son amour pour Robert, depuis leur rencontre jusqu'aux premières années de leur mariage qui se fait malgré l'hostilité première de son père vis-à-vis de Robert. Éveline reprend son journal après une interruption de vingt ans dans une deuxième partie, où la femme mûre, mère de deux enfants et épouse malheureuse confie qu'elle n'a désormais plus d'illusions sur Robert, dont elle comprend enfin la médiocrité et l'opportunisme.

## Analyse du roman
L'intérêt principal du roman, du point de vue de la technique romanesque, concerne sur l'approche selon un point de vue unique. La forme du journal intime fictif permet de présenter les faits du seul point de vue d'Éveline. Le lecteur doit donc interpréter le récit, non seulement en fonction des événements rapportés, mais aussi en fonction de la position personnelle qui ne peut qu'apporter un degré de distorsion et de subjectivité. Cet aspect est particulièrement net dans la première partie du roman, où la jeune Éveline exprime, dans un style naïf, son admiration pour son fiancé Robert, tout en donnant assez d'indices au lecteur pour que celui-ci comprenne que cette admiration se porte sur un homme qui ne la mérite pas.
Les deux romans suivants prolongent et élargissent ce procédé, en proposant des points de vue différents qui contrastent avec celui d'Éveline. Dans Robert (1930), André Gide donnera la parole au mari, qui propose une réfutation du point de vue d'Éveline. Il rapporte sa version des faits et la justification de ses excès de perfectionnisme qu'Éveline lui reproche. Dans Geneviève (1936), c'est leur fille qui prend la parole. Elle porte un regard désabusé sur le ménage de ses parents, rêvant d'un monde d'indépendance et d'émancipation des femmes, elle prend parti pour sa mère et critique les mœurs de son père.
Le triptyque peut être interprété comme une réflexion sur la condition des femmes, située dans une perspective historique (la génération de Geneviève n'étant pas dans la même situation que celle de sa mère).

## Éditions
- L'École des femmes, La Nouvelle Revue française, éditions Gallimard, 1929.
- L'École des femmes nouvelle édition augmentée de Robert, La Nouvelle Revue française, éditions Gallimard, 1930.
- Trilogie : L'École des femmes, Robert, Geneviève, éditions Gallimard, 1944.
- L'École des femmes, tome II des « Romans et récits - André Gide », bibliothèque de la Pléiade, éditions Gallimard, 2009,  (ISBN 978-2-07-011780-2).